# Drag Race Down Under
Drag Race Down Under (noto precedentemente come RuPaul's Drag Race Down Under) è un programma televisivo australiano-neozelandese, in onda sulla piattaforma streaming Stan e sull'emittente televisiva TVNZ OnDemand nel 2021.
Il programma è uno degli spin-off del programma statunitense RuPaul's Drag Race e, per le prime tre edizioni, il presentatore è stato RuPaul, diventando il secondo spin-off internazionale ad essere condotto da RuPaul stesso, dopo RuPaul's Drag Race UK. Come nella versione statunitense, le concorrenti devono mostrare le loro doti di intrattenitrici, cimentandosi in varie sfide. Ogni settimana vengono giudicate per le loro performance da vari giudici; tra questi vi sono giudici fissi, lo stesso RuPaul, Michelle Visage, Rhys Nicholson e giudici ospiti, che variano di settimana in settimana. Al termine dell'episodio una concorrente viene eliminata; l'ultima che rimane verrà incoronata Down Under's Next Drag Superstar e riceverà una serie di premi, tra cui una somma in denaro di 50000 A$.

## Format
Il casting viene annunciato online e chi vuole partecipare al programma deve mandare un provino formato video. Per poter prendere parte al programma è necessario avere 20 o più anni. Le persone transgender possono partecipare al programma. Alla competizione possono prendere parte sia drag queen australiane che neozelandesi. 

### Puntate
Ogni puntata si divide, generalmente, in tre fasi:
- La mini sfida: in ogni mini sfida alle concorrenti viene chiesto di svolgere una gara con caratteristiche e tempi differenti. Alcune mini sfide si ripetono in ogni edizione. Come, ad esempio, la prima mini sfida, che consiste in un servizio fotografico in particolari condizioni (in passato le concorrenti venivano bagnate con secchiate d'acqua[2] oppure essere fotografate saltando su un trampolino[3]). La vincitrice della mini sfida riceverà un premio e un vantaggio per la sfida principale oppure potrà decidere la composizione delle squadre.
- La sfida principale: in ogni sfida principale le concorrenti viene chiesto di svolgere una prova, generalmente sono gare individuali. Spesso alle concorrenti viene chiesto di creare un outfit utilizzando materiali non convenzionali[4], altre sfide consistono nel mostrare le abilità canore[5] o nel creare uno show comico[6].
- L'eliminazione: tutte le concorrenti vengono chiamate davanti ai giudici. In questa fase le varie concorrenti vengono giudicate. La migliore della puntata viene dichiarata vincitrice, ricevendo inoltre vari premi. Le ultime due devono sfidarsi esibendosi in playback con una canzone assegnata all'inizio di ogni puntata. La peggiore verrà eliminata dalla competizione con la famosa frase pronunciata da RuPaul "Sashay away" e lascia un messaggio scritto con il rossetto sullo specchio della sala dove si svolgono le riprese; la vincitrice, al contrario, viene celebrata con la frase "Shantè you stay", e può continuare la competizione.

### Giudici
Ogni edizione di RuPaul's Drag Race prevede la presenza di giudici fissi e di giudici ospiti che variano di settimana in settimana. I giudici danno la loro opinione sui vari concorrenti, esprimendo le loro opinioni circa ciò che accade sul palcoscenico principale. Tra i giudici ospiti comparsi nel corso delle edizioni troviamo: Elz Carrad, Rena Owen, Lucy Lawless, Urzila Carson, Adam Lambert, Amy Taylor, Deva Mahal, Josh Cavallo, Keiynan Lonsdale, Maria Thattil e Rachel Hunter. 

#### Giudici fissi
| Giudice         | Edizioni | Edizioni | Edizioni | Edizioni |
| Giudice         | 1        | 2        | 3        | 4        |
| --------------- | -------- | -------- | -------- | -------- |
| RuPaul          | Fisso    | Fisso    | Fisso    |          |
| Michelle Visage | Fisso    | Fisso    | Fisso    | Fisso    |
| Rhys Nicholson  | Fisso    | Fisso    | Fisso    | Fisso    |
| Kita Mean       |          |          |          | Fisso    |
| Spankie Jackzon |          |          |          | Fisso    |
| Isis Avis Loren |          |          |          | Fisso    |

- Michelle Visage (edizione 1-in corso), conduttrice radiofonica e cantante statunitense, prende il posto di RuPaul in alcune puntate per spiegare ai concorrenti la sfida della puntata. A partire dalla quarta edizione, sostituisce RuPaul come presentatrice dello show.
- Rhys Nicholson (edizione 1-in corso), comico e personaggio televisivo australiano.[7]
- Kita Mean (edizione 4-in corso), drag queen neozelandese e vincitrice della prima edizione di Drag Race Down Under. Entra nel cast a partire dalla quarta edizione come Drag Coach, alternando il ruolo con Spankie Jackzon e Isis Avis Loren.
- Spankie Jackzon (edizione 4-in corso), drag queen neozelandese e vincitrice della seconda edizione di Drag Race Down Under. Entra nel cast a partire dalla quarta edizione come Drag Coach, alternando il ruolo con Kita Mean e Isis Avis Loren.
- Isis Avis Loren (edizione 4-in corso), drag queen australiana e vincitrice della terza edizione di Drag Race Down Under. Entra nel cast a partire dalla quarta edizione come Drag Coach, alternando il ruolo con Kita Mean e Spankie Jackzon.

#### Ex giudici
- RuPaul (edizione 1-3), oltre ad essere mentore per i concorrenti, RuPaul è anche uno dei giudici. Alla fine di ogni puntata è lui a decidere quale dei due correnti peggiori rimane e chi invece deve lasciare la competizione.

### Untucked
Durante ogni puntata di RuPaul's Drag Race Down Under, viene seguito un intermezzo di Untucked nel quale vengono mostrate scene inedite della competizione e il backstage del programma.

### Premi
Anche in questa versione del programma, il vincitore riceve dei premi. I premi vinti in ogni edizione sono stati:
Edizione 1:
- 30000 A$
- Una fornitura di un anno di cosmetici della Revolution Beauty London
- Una corona e uno scettro di Fierce Drag Jewels

Edizione 2:
- 50000 A$
- Una fornitura di un anno di cosmetici della Anastasia Beverly Hills
- Una corona e uno scettro di Fierce Drag Jewels

Edizione 3:
- 50000 A$
- Una fornitura di un anno di cosmetici della Anastasia Beverly Hills
- Una corona e uno scettro di Amped Accessories

Edizione 4:
- 50000 A$
- Una fornitura di un anno di cosmetici della Anastasia Beverly Hills
- Una corona e uno scettro di Amped Accessories

## Edizioni
| Stagione | Concorrenti | Episodi | Prima TV AUS/NZL | Prima TV Italia | Vincitrice      | Miss Simpatia |
| -------- | ----------- | ------- | ---------------- | --------------- | --------------- | ------------- |
| 1ª       | 10          | 8       | 2021             | inedita         | Kita Mean       | Anita Wigl'it |
| 2ª       | 10          | 8       | 2022             | inedita         | Spankie Jackzon | Yuri Guaii    |
| 3ª       | 10          | 8       | 2023             | inedita         | Isis Avis Loren | Ivory Glaze   |
| 4ª       | 10          | 8       | 2024             | inedita         |                 |               |

### Prima edizione
La prima edizione di RuPaul's Drag Race Down Under è andata in onda in Australia e Nuova Zelanda nel 2021. Il cast venne annunciato il 6 marzo 2021, durante il Sydney Gay and Lesbian Mardi Gras. Dieci drag queen, provenienti da tutta l'Australia e Nuova Zelanda, si sono sfidate per entrare nella Drag Race Hall of Fame. La colonna sonora utilizzata durante la sfida principale fu Condragulations mentre per i titoli di coda venne utilizzata I'm a Winner, Baby (Skeltal Ki Remix).
Kita Mean, vincitrice dell'edizione, ha ricevuto come premio 30000 A$, una fornitura di cosmetici della Revolution Beauty London Cosmetics e una corona di Fierce Drag Jewels. A vincere il titolo di Miss Simpatia è stata Anita Wigl'it.

### Seconda edizione
Nel settembre 2021 il programma viene rinnovato per una seconda edizione, con l'apertura dei relativi casting. Il cast venne annunciato il 7 maggio 2022. Dieci drag queen, provenienti da tutta l'Australia e la Nuova Zelanda, si sfidano per entrare nella Drag Race Hall of Fame.
Spankie Jackzon, vincitrice dell'edizione, ha ricevuto come premio 50000 A$, una fornitura di cosmetici della Anastasia Beverly Hills e una corona di Fierce Drag Jewels. A vincere il titolo di Miss Simpatia è stata Yuri Guaii.

### Terza edizione
Nell'ottobre 2022 il programma viene rinnovato per una terza edizione, con l'apertura dei relativi casting. Il cast venne annunciato il 28 giugno 2023. Dieci drag queen, provenienti da tutta l'Australia e la Nuova Zelanda, si sfidano per entrare nella Drag Race Hall of Fame.
Isis Avis Loren, vincitrice dell'edizione, ha ricevuto come premio 50000 A$, una fornitura di cosmetici della Anastasia Beverly Hills e una corona di Amped Accessories. A vincere il titolo di Miss Simpatia è stata Ivory Glaze.

### Quarta edizione
Nell'ottobre 2023 il programma viene rinnovato per una terza edizione, con l'apertura dei relativi casting. L'11 marzo 2024 è stato confermato che Michelle Visage avrebbe sostituito RuPaul nei panni di presentatrice dello show, con alcune ex concorrenti che prenderanno parte del programma in qualità di giudici ospiti. Il cast venne annunciato il 10 ottobre 2024. Dieci drag queen, provenienti da tutta l'Australia e la Nuova Zelanda, si sfidano per entrare nella Drag Race Hall of Fame.

## Concorrenti
Le concorrenti che hanno preso parte al programma nelle due edizioni sono state (in ordine di eliminazione):
| Edizioni | Vincitrice      | Finalista(e)                     | 3°                      | 4°              | 5°             | 6°             | 7°                | 8°            | 9°            | 10°       |
| -------- | --------------- | -------------------------------- | ----------------------- | --------------- | -------------- | -------------- | ----------------- | ------------- | ------------- | --------- |
| 1ª       | Kita Mean       | Art Simone                       | Art Simone              | Art Simone      | Elektra Shock  | Maxi Shield    | Etcetera Etcetera | Anita Wigl'it | Coco Jumbo    | Jojo Zaho |
| 1ª       | Kita Mean       | Karen From Finance Scarlet Adams |                         |                 | Elektra Shock  | Maxi Shield    | Etcetera Etcetera | Anita Wigl'it | Coco Jumbo    | Jojo Zaho |
| 2ª       | Spankie Jackzon | Hannah Conda Kween Kong          | Hannah Conda Kween Kong | Molly Poppinz   | Beverly Kills  | Yuri Guaii     | Minnie Cooper     | Pomara Fifth  | Aubrey Haive  | Faúx Fúr  |
| 3ª       | Isis Avis Loren | Gabriella Labucci                | Flor                    | Hollywould Star | Bumpa Love     | Ashley Madison | Rita Menu         | Ivanna Drink  | Ivory Glaze   | Amyl      |
| 4ª       | Lazy Susan      | Mandy Moobs Vybe                 | Freya Armani            | Nikita Iman     | Max Drag Queen | Brenda Bressed | Lucina Innocence  | Karna Ford    | Olivia Dreams |           |

Legenda:
     La concorrente è stata nominata Miss Simpatia
     La concorrente è stata eliminata precedentemente dalla competizione, è tornata e ha continuato nella competizione

## Musiche
Quasi tutte le canzoni utilizzate nelle varie edizioni provengono dagli album di RuPaul, fanno eccezione le canzoni utilizzate per il playback alla fine delle puntate.

### Palcoscenico Principale
- Condragulations da You're a Winner, Baby (1ª e 2ª edizione)
- Cake & Candy da Black Butta (3ª edizione)

### Altre musiche
Nel corso del programma sono stati rilasciati vari singoli promozionali:
- Queens Down Under – Outback Fake-Hoes Remix - Anita Wigl'it, Coco Jumbo, Etcetera Etcetera e Scarlet Adams (1ª edizione)
- Queens Down Under – Three and a Half Men Remix - Elektra Shock, Karen From Finance, Kita Mean e Maxi Shield (1ª edizione)
- I'm a Winner, Baby (Remix) – Art Simone, Karen From Finance, Kita Mean e Scarlet Adams (1ª edizione)
- Bosom Buddies – BAB'Z Remix - Hannah Conda, Kween Kong e Spankie Jackzon (2ª edizione)
- Bosom Buddies – The Hung Divas Remix - Beverly Kills, Molly Poppinz e Yuri Guaii (2ª edizione)
- Who Is She (Remix) – Hannah Conda, Kween Kong e Spankie Jackzon (2ª edizione)
- Super Queen x Sissy That Walk – Amyl, Ashley Madison, Bumpa Love, Flor, Gabriella Labucci, Hollywould Star, Isis Avis Loren, Ivanna Drink, Ivory Glaze e Rita Menu (3ª edizione)
- BMX Bitches – F.A.B Remix – Ashley Madison, Bumpa Love e Flor (3ª edizione)
- BMX Bitches – SNS Remix – Gabriella Labucci, Hollywould Star e Isis Avis Loren (3ª edizione)
- Crying on the Dancfloor (The Deep Down Under Mix) – Flor, Gabriella Labucci e Isis Avis Loren (3ª edizione)